# Coppélia
Coppélia – pełny tytuł Coppélia, czyli Dziewczyna o szklanych oczach (tytuł oryginalny Coppélia ou la fille aux yeux d'émail) – balet komiczny w 2 aktach, 3 obrazach. 
- Libretto: Charles Nuiterr i Arthur Saint-Léon (według opowiadania E.T.A. Hoffmanna pt. Piaskun)
- muzyka: Léo Delibes
- choreografia: Arthur Saint-Léon (José Mendez)
- scenografia: Charles-Antoin Carbon, Eduard Despléchin i Jean-Baptiste Lavastre (dekoracje), Paul Lormier (kostiumy).

Premiera: Paryż, 25 maja 1870, Théatre de l'Opera z 16-letnią Giuseppiną Bozzacchi w roli Swanildy i Eugénie Fiocre w roli Frantza. Balet został dobrze przyjęty. Pierwsze pasmo sukcesów przerwała wojna francusko-pruska, oblężenie Paryża i śmierć baleriny.
Premiera polska: Warszawa, 7 grudnia 1882, Teatr Wielki.

## Osoby
- Swanilda - młoda dziewczyna
- Franz - narzeczony Swanildy
- dr Coppelius - konstruktor automatycznych lalek
- Burmistrz, właściciel dworu, przyjaciółki Swanildy, lalki, dziewczęta, chłopcy, wieśniacy.

Znaczenie tytułu wywodzi się z języka greckiego, gdzie κοπέλα (kopelia) oznacza młodą kobietę. 
Libretto zostało oparte na mrocznej powieści fantasy o okrutnym doktorze, który chce przekazać duszę żywego człowieka mechanicznej lalce. Autor baletu skoncentrował swoje dzieło na optymistycznym wątku miłosnym. 
W „Coppelii” widać fascynację kulturą i tańcami Europy Środkowej i Wschodniej. Lejtmotywem baletu są tańce słowiańskie i węgierskie. Szczególne miejsce zajmuje polski mazur. Po raz pierwszy w dziejach na wielkiej scenie pojawia się węgierski czardasz. Sceny zbiorowe tańców stały jednym z najcenniejszych elementów tego baletu.

## Streszczenie
Stary Coppelius jest lalkarzem. Stworzył tańczącą lalkę naturalnej wielkości. Lalka jest tak realistyczna, że Franz, młody wieśniak, zakochuje się w niej i odsuwa na bok swoją prawdziwą miłość - Swanildę. Jednak Swanilda uświadomi mu jego błąd, przebierając się za lalkę i udając, że ożywa. W ten sposób także uratuje ukochanego przed śmiercią z rąk mrocznego wynalazcy, który szuka ofiary, by przenieść ludzką duszę do jednej ze swoich lalek i dzięki temu ją ożywić.

### Akt I
Historia zaczyna się podczas radosnego festiwalu w miasteczku z okazji przywiezienia i montażu nowego dzwonu. 
Miejski herold ogłasza, że z tej okazji każda para, która teraz zawrze związek małżeński, otrzyma specjalny prezent pieniężny. Swanilda i Franz planują zatem ślub podczas festiwalu. 
Jednak Swanilda jest coraz bardziej zaniepokojona, ponieważ Franz zwraca coraz większą uwagę na dziewczynę, która wciąż siedzi nieruchomo na balkonie pobliskiego domu. To Coppelia. Dom należy do tajemniczego, mrocznego starego wynalazcy, doktora Coppeliusa. Chociaż Coppelia cały czas siedzi bez ruchu i czyta, Franz jest zahipnotyzowany jej urodą i pragnie zwrócić jej uwagę na siebie. 
Zaniepokojona zachowaniem Franza Swanilda wróży sobie z kłosów pszenicy. Potrząsając nimi, chce się dowiedzieć, czy Franz ją kocha. Jednak nie słyszy żadnej odpowiedzi. W końcu potrząsa pszenicznymi kłosami nad głową Franza, on również nic nie słyszy; ale mówi dziewczynie, że usłyszał grzechotanie ziaren. Jednak dziewczyna mu nie wierzy i ucieka ze złamanym sercem.
Wtedy wychodzi z domu doktor Coppelius. Natyka się na grupę chłopców, których przepędza. W tym momencie gubi klucze. Swanilda je odnajduje i wpada na pomysł, aby dowiedzieć się więcej o Coppeliusie. Ona i jej przyjaciółki postanawiają wejść do domu doktora. 
Tymczasem Franz opracowuje plan spotkania z Coppelią: postanawia wspiąć się po drabinie na balkon.

### Akt II
Swanilda i przyjaciółki wchodzą do dużego pokoju-pracowni, który zdaje się wypełniony ludźmi. Jednak mieszkańcy tkwią w bezruchu. Dziewczyny odkrywają, że są to mechaniczne lalki naturalnej wielkości. Szybko je nakręcają i patrzą, jak się poruszają. Swanilda za zasłoną znajduje również Coppelię i odkrywa, że ona także jest lalką.
Wówczas do domu wraca doktor Coppelius i odkrywa w nim nieproszonych gości. Jest zły, nie tylko z powodu najścia, ale także z powodu zakłócenia pracy. Wyrzuca dziewczyny i zaczyna sprzątać bałagan. Wtedy dostrzega przez okno samotnego Franza. Zaprasza go do środka. Wynalazca chce ożywić Coppelię, ale do tego potrzebuje ludzkiej ofiary. Za pomocą magicznego zaklęcia zamierza przenieść duszę Franza do Coppelii. Podaje chłopakowi wino z proszkiem nasennym. Franz zaczyna zasypiać, a wynalazca przygotowuje magiczne zaklęcie.
Doktor nie wie, że nie wyrzucił wszystkich dziewcząt: Swanilda wciąż jest w pracowni, ukryta za zasłoną. Dziewczyna przebiera się w ubrania Coppelii i udaje, że lalka ożyła. Budzi Franza i nakręca wszystkie mechaniczne lalki, aby w zamieszaniu mogli uciec.
Coppelius jest załamany, gdy za zasłoną znajduje lalkę Coppelię, która jednak nie ożyła.

### Akt III
Swanilda i Franz mają złożyć śluby małżeńskie, ale pojawia się doktor Coppelius i domaga się odszkodowania. Swanilda oferuje mu swój posag w zamian za przebaczenie. Jednak Franz mówi Swanildzie, aby zatrzymała swój posag. Zamiast tego proponuje, że on zapłaci Coppeliusowi. W tym momencie interweniuje burmistrz i daje doktorowi sakwę pełną pieniędzy. Swanilda i Franz zostają szczęśliwym małżeństwem, a całe miasto świętuje ten moment, tańcząc.

### Wpływ i tło
Na przełomie XVIII i XIX wieku urządzenia mechaniczne są nowością i fascynują ludzi. Przypuszczalnie wpływ na powstanie historii Coppelii i Coppeliusa miały wędrowne pokazy z przełomu XVIII i XIX wieku z udziałem automatów mechanicznych.

## Lista scen i tańców
Z Cesarskiego Baletu Maryjskiego w Petersburgu. Inscenizacja Mariusa Petipy stanowi podstawę większości współczesnych interpretacji.

### Akt I
1. Preludium i mazurek
2. Walc i zazdrość
3. Scena pantomimiczna
4. Mazurek
5. Scena pantomimiczna
6. Ballada pszenicznych kłosów
7. Tańce słowiańskie
8. Czardasz
9. Finał

### Akt II
1. Wprowadzenie
2. Taniec z lalkami
3. Scena picia: Franz i doktor Coppelius
4. Sceny lalek
5. Żartobliwość Swanildy
6. Boléro: taniec hiszpański
7. Jitter: taniec szkocki
8. Scena końcowa

### Akt III
1. Bell Walk
2. Walc godzin
3. Wariacja: „Świt”
4. Wariacja: „Modlitwa”
5. „Praca”
6. „L'hymen – Noc w miasteczku”
7. Waśnie (ten element często jest pomijany)
8. Pokój

dodatek: wariacja na początek Léontine Beaugrand (muzyka: Léo Delibes; 1872)
dodatek: wariacja: „Taniec pana młodego”, ca. 1875 (muzyka: Ernest Guiraud)
dodatek: wariacja dla Miss Dionesiia Potapenko: „Travail”, 1904 (muzyka: Léo Delibes, z baletu Sylvia)
1. Wariacja „Taniec świąteczny”
2. Finał: Galop

## W kulturze popularnej
Motyw Coppélii pojawia się w wielu współczesnych utworach: 
1. W powieści No Telling (Londyn: Vintage, 2004) brytyjskiego pisarza Adama Thorpe.
2. „Kopperia no Hitsugi”, piosenka japońskiego duetu Ali Project (Arika Takarano i Katakura Mikiya), która jest wprowadzeniem do anime.
3. Nazwa mangi (2008-2016) i anime (2013) Coppelion.
4. Film Fantastyczny świat dr Coppeliusa (El fantástico mundo del doctor Coppelius, 1966).
5. Scena ze słynnego filmu baletowego The Red Shoes (1948) z udziałem Moiri Shearer.
6. Seria anime Princess Tutu (2002-2003) zawiera wiele odniesień do Coppélii, np. przypomina, że Swanhilda, choć udawała lalkę, chciała się śmiać i płakać z narzeczonym jak prawdziwy człowiek.